# فرودگاه پوزنان-لاویکا
فرودگاه پوزنان-لاویکا (به انگلیسی: Poznań-Ławica Airport) (به زبان بومی: Port Lotniczy Poznań-Ławica im. Henryka Wieniawskiego) یک فرودگاه همگانی مسافربری با کد یاتا POZ است که یک باند فرود آسفالت دارد و طول باند آن ۲۵۰۴ متر است. این فرودگاه در شهر پوزنان کشور لهستان قرار دارد و در ارتفاع ۹۴ متری از سطح دریا واقع شده‌است.

## شرکت‌های هواپیمایی و مقصدهای پروازی
| شرکت‌های هواپیمایی                             | مقصدهای پروازی |
| --------------------------------------------- | --- |
| ایر قاهره                                     | چارتر فصلی: غردقه، شرم‌الشیخ |
| ایجین ایرلاینز                                | چارتر فصلی: آتن، کورفو |
| انتر ایر                                      | فصلی: آنتالیا، باتومی، دوبروونیک، پالما د مایورکا، پودگوریتسا چارتر فصلی: اگادیر المسیره، میلاس-بودروم، بورگاس، دالامان، کورفو، دوبروونیک، النفیضه حمامات، فارو، فوئرته‌ونتورا، گرن کناریا، هراکلین، غردقه، عدنان مندرس، جزیره کوس، مالاگا، مرسی عالم، منستیر – حبیب بورقیبه، شرم‌الشیخ، رود، سالونیک، تنریف جنوبی، مادر ترزای تیرانا، وارنا                              |
| لوت پولیش ایرلاینز                            | لیو دانیلو هالیتسکی، شوپن ورشو فصلی: بن گوریون |
| لوفت‌هانزا رجینال اجرا توسط لوفت‌هانزا سیتی‌لاین | فرانکفورت، مونیخ |
| نسما ایرلاینز                                 | چارتر فصلی: غردقه |
| رایان‌ایر                                      | آلیکانته-الچه، آتن (آغاز از ۳۰ اکتبر ۲۰۱۷), بیلاند (آغاز از ۳۱ اکتبر ۲۰۱۷), بریستول، کستلون-کوستا ازاهار (آغاز از ۱ نوامبر ۲۰۱۷) , دوبلین، ادینبرو، جان لنون لیورپول، استانستد لندن، مادرید-باراخاس (برقراری مجدد از ۲۹ اکتبر ۲۰۱۷), مالت، چمپینو، رم، سندفیورد، تورپ (آغاز از ۲۹ اکتبر ۲۰۱۷), بن گوریون (آغاز از ۲۹ اکتبر ۲۰۱۷) فصلی: کورفو، عوودا، جیرونا-کاستا براوا |
| هواپیمایی اسکاندیناوی                         | کپنهاگ |
| اسمال پلنت ایرلاینز                           | فصلی: هراکلین چارتر فصلی: آتن، هراکلین، کالاماتا، سفلوونیا |
| Travel Service Polska                         | چارتر فصلی: آنتالیا، بارسلونا-ال پرات، میلاس-بودروم، بورگاس، دوبروونیک، خانیا، کورفو، دالامان، عدنان مندرس |
| تی‌یوآی ایرلاینز نیدرلندز                      | چارتر فصلی: پونتا کانا (آغاز از ۹ نوامبر ۲۰۱۷) |
| ویز ایر                                       | بارسلونا-ال پرات، باووایس-تیلی، بیرمنگام، دونکاستر شفیلد رابین‌هود، آیندهوون، کیف ژولیانی (آغاز از ۲۵ اوت ۲۰۱۷), لوتن لندن، مالمو، سندفیورد، تورپ، استکهلم-اسکاوستا |